# Operación de las Naciones Unidas para el Restablecimiento de la Confianza

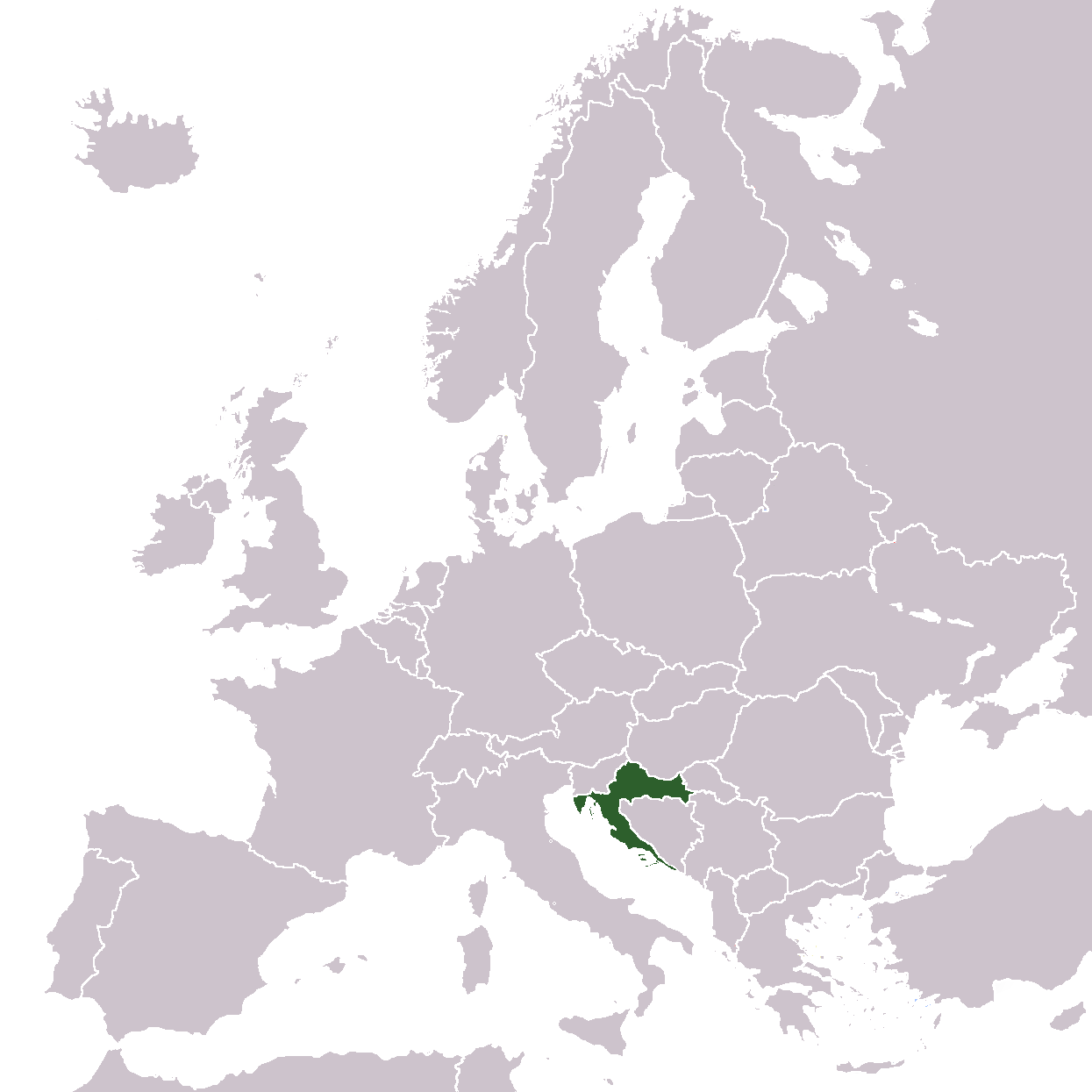
Ubicación de Croacia en Europa.

La Operación de las Naciones Unidas para el Restablecimiento de la Confianza (también conocida como ONURC o UNCRO por sus siglas en castellano e inglés respectivamente) fue una misión multinacional de mantenimiento de la paz desplegada en Croacia entre marzo de 1995 y enero de 1996. La misión fue creada con la aprobación de la resolución 981 del Consejo de Seguridad de las Naciones Unidas del 31 de marzo de 1995.
La UNCRO reemplazó a la Fuerza de Protección de las Naciones Unidas en territorio croata. Los objetivos establecidos por el mandato inicial incluyeron: desempeñar las funciones establecidas por los acuerdos de alto el fuego del 29 de marzo de 1994; cooperar en la aplicación del acuerdo económico; ayudar en la aplicación de las resoluciones del Consejo de Seguridad; la supervisión del cruce de personal, armas y equipamientos en las fronteras de Croacia con Bosnia y Herzegovina y Yugoslavia; ayudar a prestar ayuda humanitaria a Bosnia y Herzegovina a través de territorio croata; y supervisar la desmilitarización de la península de Prevlaka.
El Consejo de Seguridad consideró que era necesaria la creación de la ONURC para ayudar a crear la situación política idónea que condujera a la integración territorial de Croacia en el contexto regional después de su Guerra de Independencia.
La sede de la ONURC se estableció en Zagreb. El contingente de la misión a fecha noviembre de 1995 era de 6581 soldados, 194 observadores militares y 296 policías; complementados por personal civil de las Naciones Unidas de origen local e internacional. Las fuerzas militares estuvieron desplegadas en Eslavonia Occidental (bajo control serbio), Krajina y en Eslavonia Oriental. Hubo además observadores militares desplegados en la península de Prevlaka que fueron posteriormente reemplazados por efectivos de la Misión de Observadores de las Naciones Unidas en Prevlaka. En los meses que duró la operación hubo 16 bajas militares.